# Pedro Rodríguez Fernández
Pedro Rodríguez Fernández (Madrid, España, 15 de mayo de 1964) es un exjugador de baloncesto español, que ocupaba la posición de pívot.
También fue futbolista.
Aunque nacido en Madrid, se crio en San Fernando de Henares. Se formó en las categorías inferiores del C.B. Coslada y del Real Madrid Club de Fútbol, pero dio el salto al baloncesto profesional en el Club Baloncesto Estudiantes, donde estuvo nueve temporadas consecutivas. Después jugaría otras seis temporadas más en la ACB, tres en el Pamesa Valencia, y otras tres en el C.B. Girona, jugando entre los tres equipos 495 partidos en la liga ACB. Acaba su carrera en la liga EBA, jugando en el Champinter Albacete.

## Clubes
- Cantera del C.B. Coslada.
- 1979-1983 Cantera del Real Madrid Club de Fútbol.
- 1983-1992 Club Baloncesto Estudiantes.
- 1992-1995 Pamesa Valencia.
- 1995-1998 C.B. Girona.
- 1998-1999 Champinter Albacete.

## Selección española
- Selección de España Juvenil, 14 partidos.
- Selección de España Junior, 36 partidos.
- Selección de España Promesas.

## Palmarés
- 1985-86 Copa Príncipe de Asturias. Estudiantes Caja Postal. Campeón.
- 1991-92 Cope del Rey. Estudiantes Caja Postal. Campeón.
- 1991-92 Liga Europea. Estudiantes Caja Postal. Semifinalista.